# Alebroides fumosus
Alebroides fumosus är en insektsart som beskrevs av Sohi och Irena Dworakowska 1979. Alebroides fumosus ingår i släktet Alebroides och familjen dvärgstritar. Inga underarter finns listade i Catalogue of Life.